# Дінсі
Дінсі (спрощ.: 定西; піньїнь: Dìngxī) — міський округ у китайській провінції Ганьсу. Назва походить від китайського вислову 安定西边, що означає «заспокоєні західні кордони».

## Клімат
Місто знаходиться у зоні, котра характеризується вологим континентальним кліматом з теплим літом. Найтепліший місяць — липень із середньою температурою 15.6 °C (60 °F). Найхолодніший місяць — січень, із середньою температурою -8.9 °С (16 °F).
| Клімат Дінсі (район Аньдін) | Клімат Дінсі (район Аньдін) | Клімат Дінсі (район Аньдін) | Клімат Дінсі (район Аньдін) | Клімат Дінсі (район Аньдін) | Клімат Дінсі (район Аньдін) | Клімат Дінсі (район Аньдін) | Клімат Дінсі (район Аньдін) | Клімат Дінсі (район Аньдін) | Клімат Дінсі (район Аньдін) | Клімат Дінсі (район Аньдін) | Клімат Дінсі (район Аньдін) | Клімат Дінсі (район Аньдін) | Клімат Дінсі (район Аньдін) |
| Показник                    | Січ.                        | Лют.                        | Бер.                        | Квіт.                       | Трав.                       | Черв.                       | Лип.                        | Серп.                       | Вер.                        | Жовт.                       | Лист.                       | Груд.                       | Рік                         |
| Абсолютний максимум, °C     | 7                           | 11                          | 17                          | 22                          | 22                          | 25                          | 25                          | 26                          | 21                          | 18                          | 13                          | 7                           | 26                          |
| Середній максимум, °C       | −4                          | −1                          | 4                           | 10                          | 13                          | 17                          | 19                          | 18                          | 13                          | 7                           | 1                           | −1                          | 8                           |
| Середня температура, °C     | −8                          | −5                          | 0                           | 5                           | 8                           | 12                          | 15                          | 14                          | 9                           | 3                           | −2                          | −5                          | 4                           |
| Середній мінімум, °C        | −12                         | −10                         | −5                          | 0                           | 3                           | 8                           | 11                          | 10                          | 6                           | 0                           | −5                          | −10                         | 0                           |
| Абсолютний мінімум, °C      | −27                         | −21                         | −17                         | −12                         | −5                          | −1                          | 6                           | 2                           | −3                          | −11                         | −17                         | −36                         | −36                         |
| Вологість повітря, %        | 55                          | 60                          | 63                          | 60                          | 68                          | 65                          | 77                          | 80                          | 78                          | 77                          | 74                          | 59                          | 68                          |
| --------------------------- | --------------------------- | --------------------------- | --------------------------- | --------------------------- | --------------------------- | --------------------------- | --------------------------- | --------------------------- | --------------------------- | --------------------------- | --------------------------- | --------------------------- | --------------------------- |
| Джерело: Weatherbase        |                             |                             |                             |                             |                             |                             |                             |                             |                             |                             |                             |                             |                             |

## Адміністративний поділ
Міський округ поділяється на 1 район і 6 повітів:
| Карта                                         | Карта   | Карта    | Карта       | Карта            |
| --------------------------------------------- | ------- | -------- | ----------- | ---------------- |
| Аньдін Тунвей Лунсі Вейюань Ліньтао Чжан Мінь |         |          |             |                  |
| Статус                                        | Назва   | Оригінал | Площа (км²) | Населення (2010) |
| Район                                         | Аньдін  | 安定区   | 3638        | 470 000          |
| Повіт                                         | Тунвей  | 通渭县   | 2912        | 450 000          |
| Повіт                                         | Лунсі   | 陇西县   | 2408        | 510 000          |
| Повіт                                         | Вейюань | 渭源县   | 2065        | 350 000          |
| Повіт                                         | Ліньтао | 临洮县   | 2851        | 540 000          |
| Повіт                                         | Чжан    | 漳县     | 2164        | 210 000          |
| Повіт                                         | Мінь    | 岷县     | 3500        | 480 000          |